# Roberto Occhiuzzi
Roberto Occhiuzzi (Cetraro, 11 ottobre 1979) è un allenatore di calcio ed ex calciatore italiano, di ruolo centrocampista.

## Carriera

### Giocatore
Cresciuto nel vivaio del Cosenza, ha esordito con il club in Serie B il 6 giugno 1999 contro la Lucchese, entrando in campo negli ultimi minuti di gioco al posto di Christian Manfredini.
In seguito viene ceduto in prestito al Catanzaro, al Gela, al Castrovillari, alla Fiorenzuola e alla Rossanese.
Dal 2003 al 2007 milita nel Rende, dove ottiene 123 presenze e segna 21 reti tra Serie D e Serie C2.
Nel 2007 torna al Cosenza, con cui vince nel 2007-2008 il campionato di Serie D sotto la guida di Domenico Toscano, realizzando 9 gol in 33 presenze di campionato, e poi l'anno dopo, in Serie C2, totalizza 28 presenze e una rete. Nel 2009 viene ceduto al Sambiase, dove ottiene 28 presenze e 5 gol in Serie D.
Rimasto un anno svincolato, nel 2011 torna a giocare firmando per la Turris, con cui mette a referto 7 presenze in Serie D.
Nel 2012 si trasferisce al Comprensorio Montalto, con cui totalizza 61 presenze e 6 gol in Serie D, fino al 2014, anno in cui chiude la carriera da calciatore.

### Allenatore

#### Gli inizi
Dal 2014 al 2016 allena il Cosenza Under-17.
Dalla stagione 2016-2017, diventa vice-allenatore della prima squadra, allenata da Stefano De Angelis. L'anno seguente, con la nomina di Gaetano Fontana come allenatore del Cosenza, rimane all'interno dello staff; in seguito, con l'esonero di Fontana e l'arrivo di Piero Braglia, gli viene assegnato di nuovo il ruolo di vice allenatore, ricoprendo questo compito anche sotto la guida di Giuseppe Pillon.

#### Cosenza
Il 18 marzo 2020, a seguito delle dimissioni di Bepi Pillon, diventa allenatore ad interim del Cosenza durante la pandemia di COVID-19 del 2020 in Italia. Il 19 giugno seguente, grazie ad una deroga della FIGC, diventa ufficiale la sua nomina ad allenatore della prima squadra dei calabresi. Esordisce il 20 giugno con una vittoria per 2-1 sulla Virtus Entella. Nelle ultime 10 partite di campionato, con la squadra al penultimo posto in classifica, colleziona 22 punti (7 vittorie, di cui le ultime 5 di fila, 1 pareggio e 2 sconfitte) che consentono al Cosenza di ottenere la salvezza per un solo punto con il 15º posto finale risultando, secondo uno studio della BBC, la miglior squadra d’Europa per media punti (2.2 a partita) nel post lockdown.
Il 27 agosto viene poi ammesso al corso di allenatore UEFA PRO.
Nella stagione successiva, retrocede col Cosenza in Serie C, perdendo all’ultima giornata, il 10 maggio 2021, lo scontro diretto con il Pordenone per 2-0 e terminando al 17º posto in classifica (6 vittorie, 17 pareggi, 15 sconfitte), col peggior attacco del campionato (29 reti). La stagione 2020-21 è la peggiore stagione di Serie B del Cosenza degli ultimi 50 anni.
La squadra calabrese viene ripescata in estate data l’esclusione del Chievo e il 7 dicembre Occhiuzzi torna sulla panchina dei silani sostituendo l'esonerato Marco Zaffaroni con la squadra sedicesima con 15 punti dopo 16 giornate. Il 16 febbraio 2022, dopo aver raccolto 4 punti in 7 partite, viene sollevato dall'incarico. Il 15 giugno seguente risolve il proprio contratto con la società calabrese.

#### Olbia
Il 17 giugno 2022, Occhiuzzi viene nominato nuovo allenatore dell'Olbia, in Serie C.
Nonostante la salvezza raggiunta con il club sardo grazie al tredicesimo posto finale, il 9 maggio 2023 l'Olbia comunica ufficialmente l'interruzione del rapporto di lavoro con il tecnico calabrese.

#### Virtus Francavilla
Il 21 novembre 2023 viene ufficializzato come nuovo allenatore della Virtus Francavilla, squadra di Serie C, dove subentra all'esonerato Alberto Villa. Il 15 febbraio seguente, con la squadra ancora in zona play-out, a seguito di due sconfitte nelle ultime tre partite viene sollevato dall'incarico e sostituito dal rientrante Villa.

## Statistiche

### Presenze e reti nei club
| Stagione                     | Squadra                      | Campionato                   | Campionato | Campionato | Coppe nazionali | Coppe nazionali | Coppe nazionali | Coppe continentali | Coppe continentali | Coppe continentali | Altre coppe | Altre coppe | Altre coppe | Totale | Totale |
| Stagione                     | Squadra                      | Comp                         | Pres       | Reti       | Comp            | Pres            | Reti            | Comp               | Pres               | Reti               | Comp        | Pres        | Reti        | Pres   | Reti   |
| ---------------------------- | ---------------------------- | ---------------------------- | ---------- | ---------- | --------------- | --------------- | --------------- | ------------------ | ------------------ | ------------------ | ----------- | ----------- | ----------- | ------ | ------ |
| 1998-1999                    | Cosenza                      | B                            | 3          | 0          | CI              | 0               | 0               | -                  | -                  | -                  | -           | -           | -           | 3      | 0      |
| 1999-gen. 2000               | Catanzaro                    | C2                           | 11         | 0          | CI              | 0               | 0               | -                  | -                  | -                  | -           | -           | -           | 11     | 0      |
| gen. 2000-giu. 2000          | Gela                         | C2                           | 11         | 0          | CI              | 0               | 0               | -                  | -                  | -                  | -           | -           | -           | 11     | 0      |
| 2000-2001                    | Castrovillari                | C2                           | 33         | 2          | CI              | 0               | 0               | -                  | -                  | -                  | -           | -           | -           | 33     | 2      |
| 2001-gen. 2002               | Cosenza                      | B                            | 0          | 0          | CI              | 0               | 0               | -                  | -                  | -                  | -           | -           | -           | 0      | 0      |
| gen. 2002-giu. 2002          | Fiorenzuola                  | C2                           | 13         | 0          | CI              | 0               | 0               | -                  | -                  | -                  | -           | -           | -           | 13     | 0      |
| 2002-2003                    | Rossanese                    | D                            | 23         | 1          | CI              | 0               | 0               | -                  | -                  | -                  | -           | -           | -           | 23     | 1      |
| 2003-2004                    | Rende                        | D                            | 32         | 4          | CI              | 0               | 0               | -                  | -                  | -                  | -           | -           | -           | 32     | 4      |
| 2004-2005                    | Rende                        | C2                           | 34         | 2          | CI              | 0               | 0               | -                  | -                  | -                  | -           | -           | -           | 32     | 4      |
| 2005-2006                    | Rende                        | C2                           | 33         | 7          | CI              | 0               | 0               | -                  | -                  | -                  | -           | -           | -           | 33     | 7      |
| 2006-2007                    | Rende                        | C2                           | 33         | 8          | CI              | 1               | 0               | -                  | -                  | -                  | -           | -           | -           | 34     | 8      |
| Totale Rende                 | Totale Rende                 | Totale Rende                 | 132        | 21         |                 | 1               | 0               |                    | -                  | -                  |             | -           | -           | 133    | 21     |
| 2007-2008                    | Cosenza                      | D                            | 33         | 9          | CI              | 0               | 0               | -                  | -                  | -                  | -           | -           | -           | 33     | 9      |
| 2008-2009                    | Cosenza                      | C2                           | 28         | 1          | CI              | 0               | 0               | -                  | -                  | -                  | -           | -           | -           | 28     | 1      |
| Totale Cosenza               | Totale Cosenza               | Totale Cosenza               | 64         | 10         |                 | 0               | 0               |                    | -                  | -                  |             | -           | -           | 64     | 10     |
| 2009-2010                    | Sambiase                     | D                            | 28         | 5          | CI              | 0               | 0               | -                  | -                  | -                  | -           | -           | -           | 28     | 5      |
| 2011-2012                    | Turris                       | D                            | 7          | 0          | CI              | 0               | 0               | -                  | -                  | -                  | -           | -           | -           | 7      | 0      |
| 2012-2013                    | Comprensorio Montalto        | D                            | 32         | 5          | CI              | 0               | 0               | -                  | -                  | -                  | -           | -           | -           | 32     | 5      |
| 2013-2014                    | Comprensorio Montalto        | D                            | 29         | 1          | CI              | 0               | 0               | -                  | -                  | -                  | -           | -           | -           | 29     | 1      |
| Totale Comprensorio Montalto | Totale Comprensorio Montalto | Totale Comprensorio Montalto | 61         | 6          |                 | 0               | 0               |                    | -                  | -                  |             | -           | -           | 61     | 6      |
| Totale carriera              | Totale carriera              | Totale carriera              | 350        | 36         |                 | 1               | 0               |                    | -                  | -                  |             | -           | -           | 351    | 36     |

### Statistiche da allenatore
Statistiche aggiornate al 15 febbraio 2024.
| Stagione            | Squadra            | Campionato      | Campionato | Campionato | Campionato | Campionato | Coppe nazionali | Coppe nazionali | Coppe nazionali | Coppe nazionali | Coppe nazionali | Coppe continentali | Coppe continentali | Coppe continentali | Coppe continentali | Coppe continentali | Altre coppe | Altre coppe | Altre coppe | Altre coppe | Altre coppe | Totale | Totale | Totale | Totale | % Vittorie | Piazzamento |
| Stagione            | Squadra            | Comp            | G          | V          | N          | P          | Comp            | G               | V               | N               | P               | Comp               | G                  | V                  | N                  | P                  | Comp        | G           | V           | N           | P           | G      | V      | N      | P      | %          | Piazzamento |
| ------------------- | ------------------ | --------------- | ---------- | ---------- | ---------- | ---------- | --------------- | --------------- | --------------- | --------------- | --------------- | ------------------ | ------------------ | ------------------ | ------------------ | ------------------ | ----------- | ----------- | ----------- | ----------- | ----------- | ------ | ------ | ------ | ------ | ---------- | ----------- |
| mar.-lug. 2020      | Cosenza            | B               | 10         | 7          | 1          | 2          | CI              | -               | -               | -               | -               | -                  | -                  | -                  | -                  | -                  | -           | -           | -           | -           | -           | 10     | 7      | 1      | 2      | 70,00      | Sub. 15º    |
| 2020-2021           | Cosenza            | B               | 38         | 6          | 17         | 15         | CI              | 3               | 1               | 1               | 1               | -                  | -                  | -                  | -                  | -                  | -           | -           | -           | -           | -           | 41     | 7      | 18     | 16     | 17,07      | 17º (retr.) |
| dic. 2021-feb. 2022 | Cosenza            | B               | 7          | 0          | 4          | 3          | CI              | -               | -               | -               | -               | -                  | -                  | -                  | -                  | -                  | -           | -           | -           | -           | -           | 7      | 0      | 4      | 3      | &0,00      | Sub., Eson. |
| Totale Cosenza      | Totale Cosenza     | Totale Cosenza  | 55         | 13         | 22         | 20         |                 | 3               | 1               | 1               | 1               |                    | -                  | -                  | -                  | -                  |             | -           | -           | -           | -           | 58     | 14     | 23     | 21     | 24,14      |             |
| 2022-2023           | Olbia              | C               | 38         | 9          | 14         | 15         | CI-C            | 2               | 1               | 0               | 1               | -                  | -                  | -                  | -                  | -                  | -           | -           | -           | -           | -           | 40     | 10     | 14     | 16     | 25,00      | 13º         |
| nov. 2023-feb. 2024 | Virtus Francavilla | C               | 12         | 2          | 4          | 6          | CI-C            | -               | -               | -               | -               | -                  | -                  | -                  | -                  | -                  | -           | -           | -           | -           | -           | 12     | 2      | 4      | 6      | 16,67      | Sub., eson. |
| Totale carriera     | Totale carriera    | Totale carriera | 105        | 24         | 40         | 41         |                 | 5               | 2               | 1               | 2               |                    | -                  | -                  | -                  | -                  |             | -           | -           | -           | -           | 110    | 26     | 41     | 43     | 23,64      |             |